# Hemsdorf
Hemsdorf ist ein Ortsteil der Stadt Wanzleben-Börde im Landkreis Börde und liegt in Sachsen-Anhalt. Der Ort hat 109 Einwohner (Stand: 10. Oktober 2022). In Hemsdorf liegt die Quelle der Schrote.

## Geschichte
Urkundlich erwähnt wurde Hemsdorf erstmalig im Jahre 1272. Von der Eingliederung der bis dahin eigenständigen Gemeinde am 1. Juli 1950 bis zur Gründung der Stadt Wanzleben-Börde durch Zusammenschluss der Gemeinden der Verwaltungsgemeinschaft „Börde“ Wanzleben im Jahr 2010 war Hemsdorf ein Ortsteil von Groß Rodensleben.

## Sehenswürdigkeiten

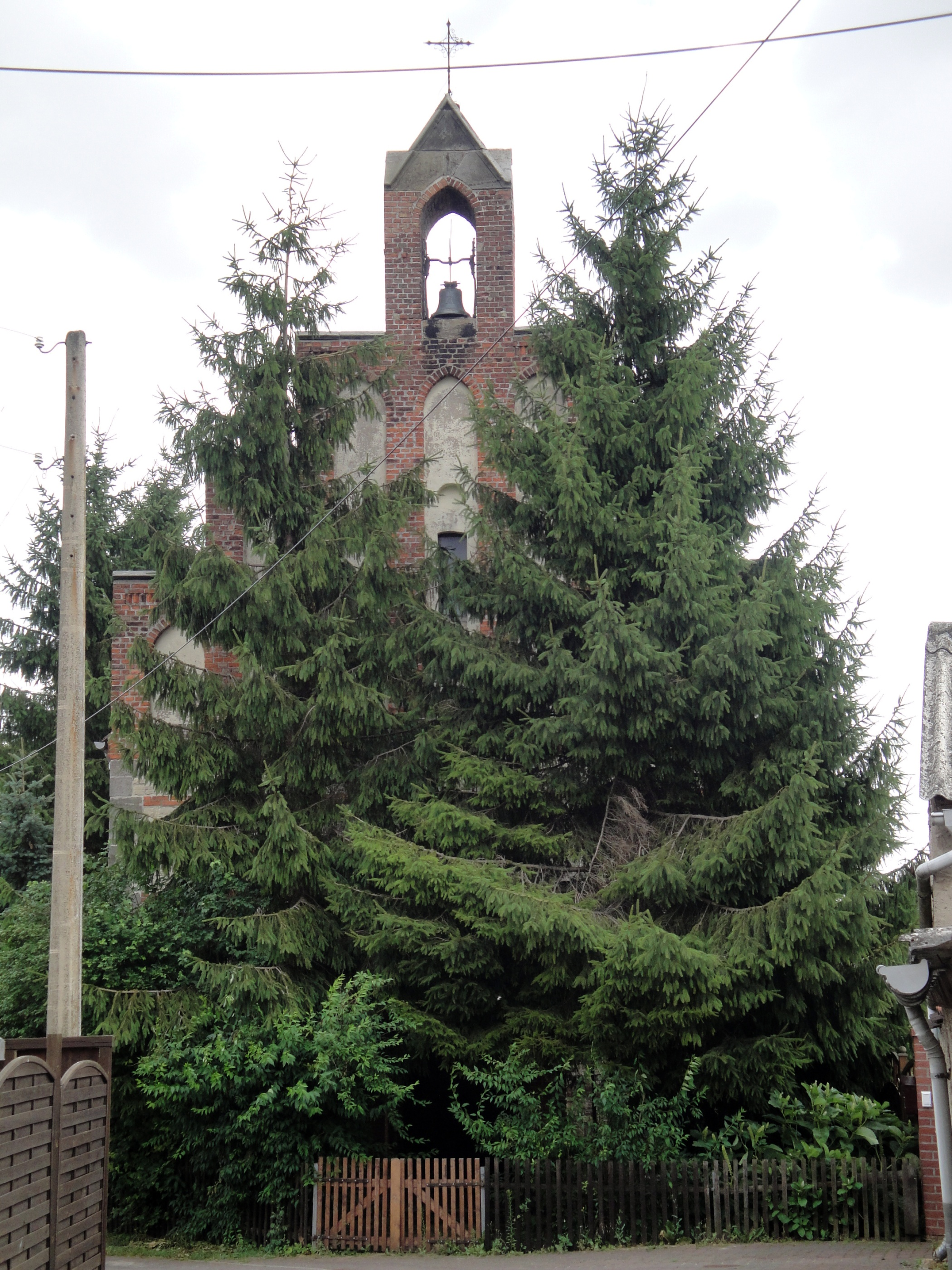
Evangelische Kirche (2010)

- Die in der zweiten Hälfte des 19. Jahrhunderts erbaute evangelische Dorfkirche wurde 1999 restauriert. Es handelt sich um einen turmlosen gotisierenden Natur- und Backsteinbau, an dessen Ost- und Westseite sich Treppengiebel befinden.[3]
- In der Liste der Kulturdenkmale in Wanzleben-Börde sind für Hemsdorf vier Kulturdenkmale aufgeführt.

## Persönlichkeiten
- Der Maler Walter Gramatté (1897–1929) und seine Frau Sonia (1899–1974), die unter dem Namen Sophie-Carmen Eckhardt-Gramatté als Komponistin Bekanntheit erlangte, lebten 1921 in Hemsdorf.[4]
- Ulf Raecke (1940–2010), Erfurter Maler und Grafiker, wurde in Hemsdorf geboren.